# 系統中央機関
系統中央機関（けいとうちゅうおうきかん）とは、同業態の協同組織金融機関が出資、加盟して決済、資金需要の調整や余裕資金の運用を行う機関。他に、系統中央金融機関、中央金融機関等の呼び方があるがここでは日本銀行や財務省等の表記に則った。協同組織金融機関において中央銀行のような役割を果たす金融機関である。政府の支援がある場合もある。

## 各国の例
現状、性格が変化しているものも含む。

### 日本
- 農林中央金庫 - 農業協同組合、漁業協同組合、森林組合
- 労働金庫連合会 - 労働金庫
- 信金中央金庫 - 信用金庫
- 全国信用協同組合連合会 - 信用協同組合

### アメリカ
- 連邦住宅貸付銀行 - 貯蓄貸付組合（現状は商業銀行も加盟可能になった）
- 農業信用銀行 - アメリカの農業協同組合の中央機関

### フランス
- クレディ・アグリコル - フランスの農業協同組合の中央機関が民営化されたもの
- BPCE - ケス・デパーニュ（貯蓄銀行）およびバンク・ポピュレール

### ドイツ
- DZ銀行 - ドイツの信用組合がベース。正式名称は"Deutsche Zentral-Genossenschaftbank"

### オランダ
- ラボバンク - 日本の農林中央金庫に相当